# 864 أس
864 Aase كويكب من النوع أسو هي كويكبات ذات تركيبة صخرية، يبلغ حجم توافرها 17% من مجموع الكويكبات، مما يجعلها ثاني أكثر الأنواع توافراً بعد النوع سي. ينتمي 864 Aase إلى عائلة فلورا في حزام الكويكبات.
اكتشف من قبل الفلكي الألماني 30 سبتمبر 1921 من قبل كارل ويلهلم رايننوث في مرصد هايدلبرغ ألمانيا

## وصلات خارجية
- Discovery Circumstances: Numbered Minor Planets
- 864 أس في قاعدة بيانات مختبر الدفع النفاث لأجرام النظام الشمسي الصغيرة

- الاكتشاف · مخطط المدار ·  العناصر المدارية · المعلمات المادية